# 1 E4 s
- 104 s 미만
- 104 초 = 2 시간 46 분 40 초
- 86,400 초 -- 1 일(SI 단위계, 평균태양일)
- 105 s 이상